# Осовский сельсовет (Брестская область)
О́совский сельсовет — упразднённая административная единица в составе Кобринского района Брестской области Республики Беларусь. Согласно переписи населения 2009 года, в сельсовете проживало 647 человек.
В 2013 году сельсовет упразднён, населённые пункты переданы в состав Дивинского сельсовета.

## Состав
Осовский сельсовет включал 4 населённых пункта:
- Борисовка — деревня.
- Клетыще — деревня.
- Оса — агрогородок.
- Перелесье — деревня.